# Primula jesoana
Primula jesoana är en viveväxtart som beskrevs av Friedrich Anton Wilhelm Miquel. Primula jesoana ingår i släktet vivor, och familjen viveväxter.

## Underarter
Arten delas in i följande underarter:
- P. j. hallaisanensis
- P. j. pubescens

## Bildgalleri

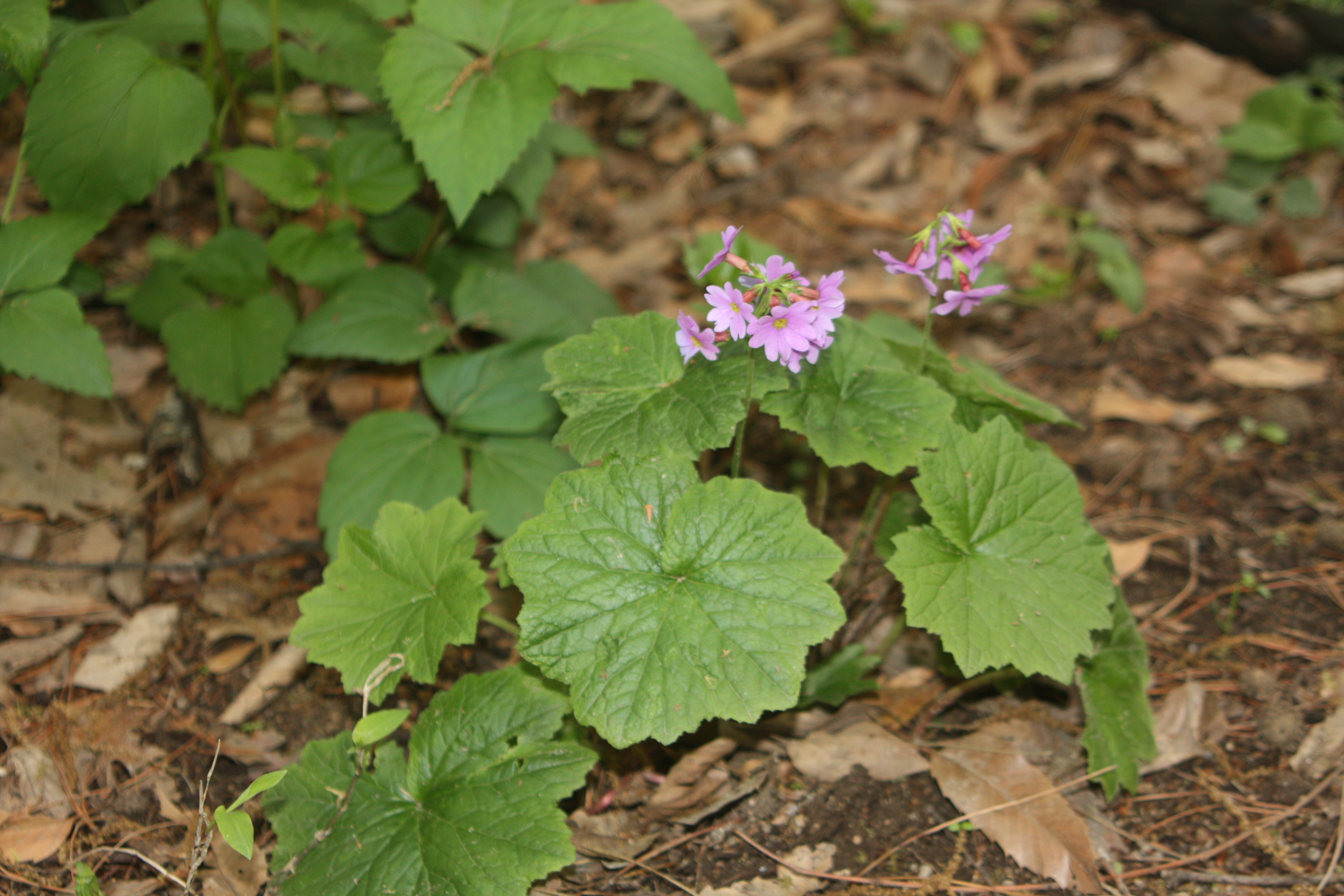
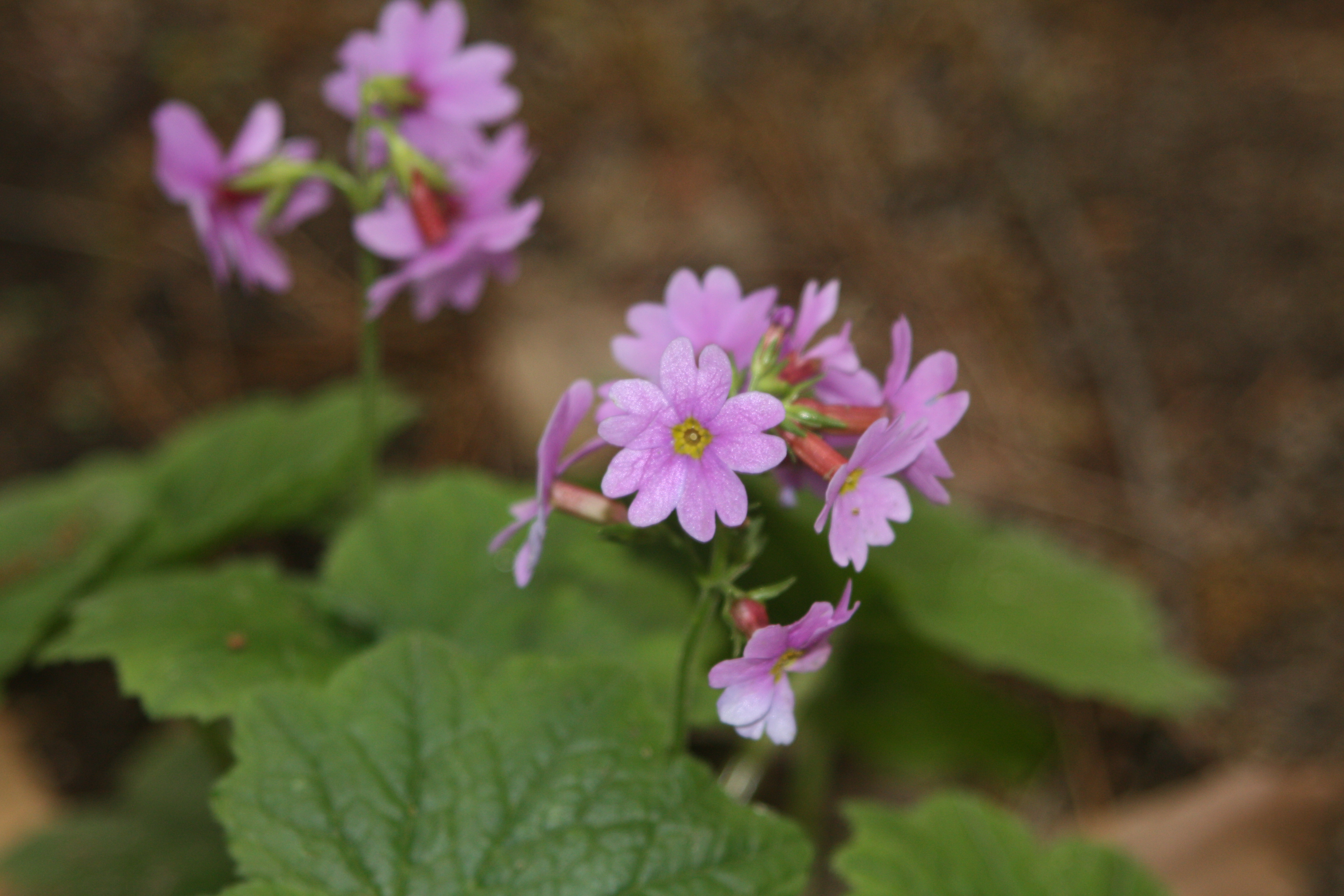
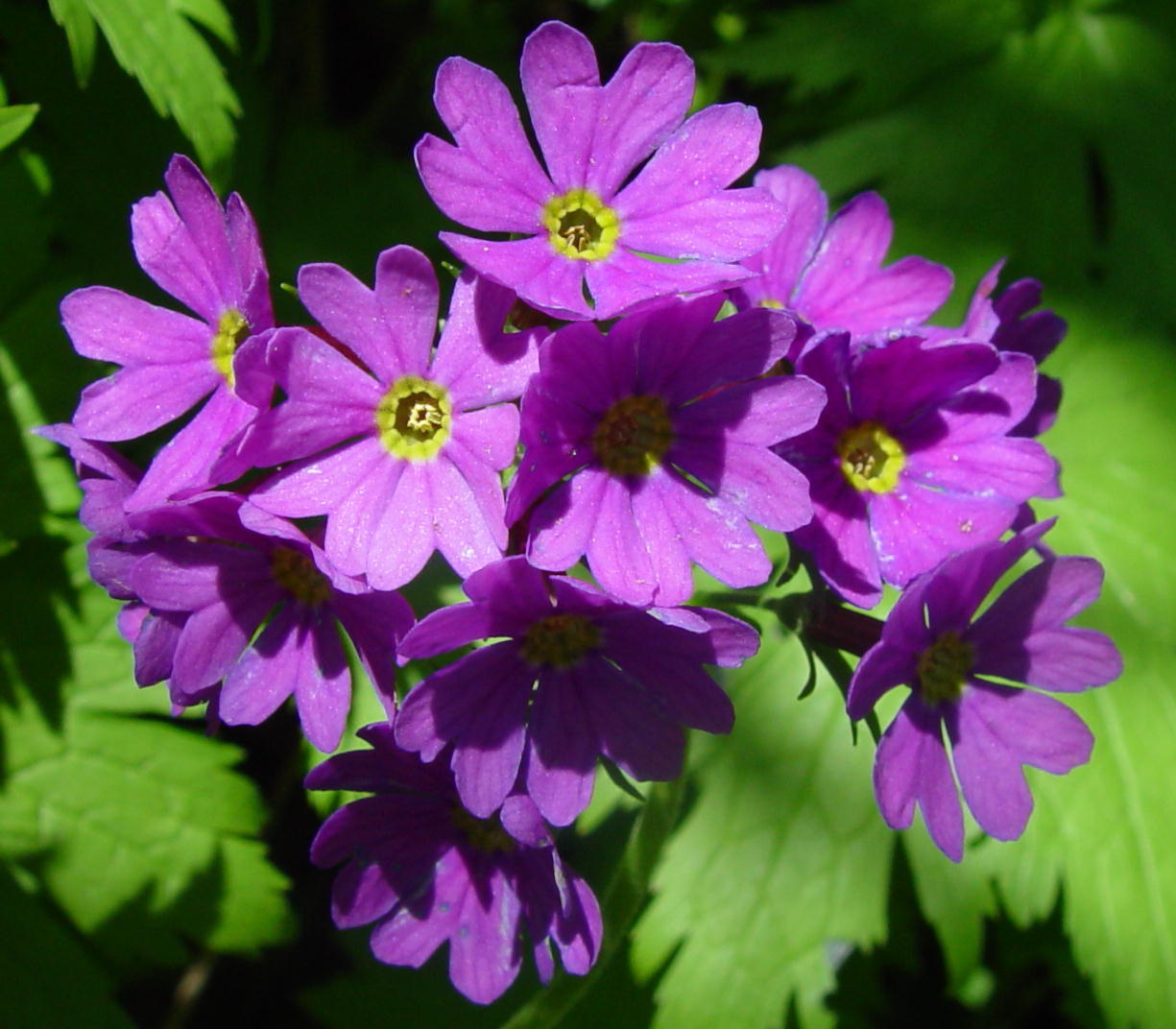
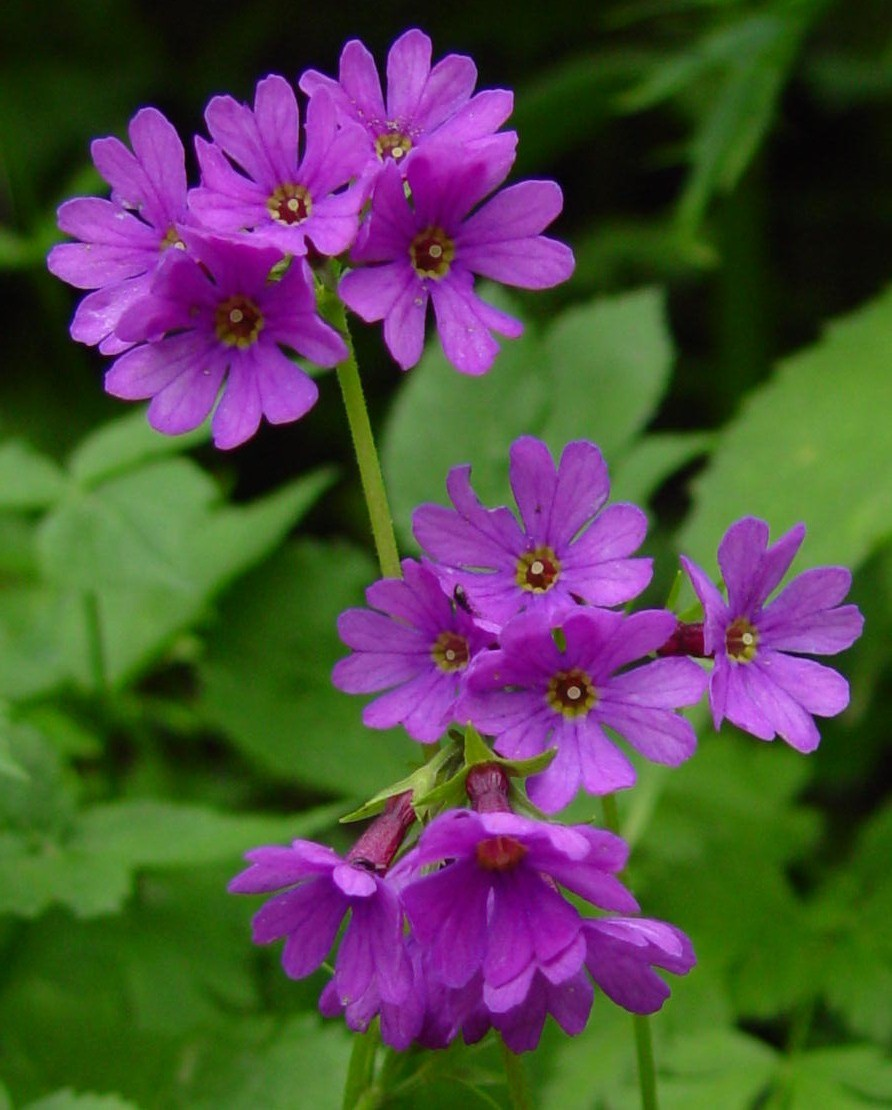
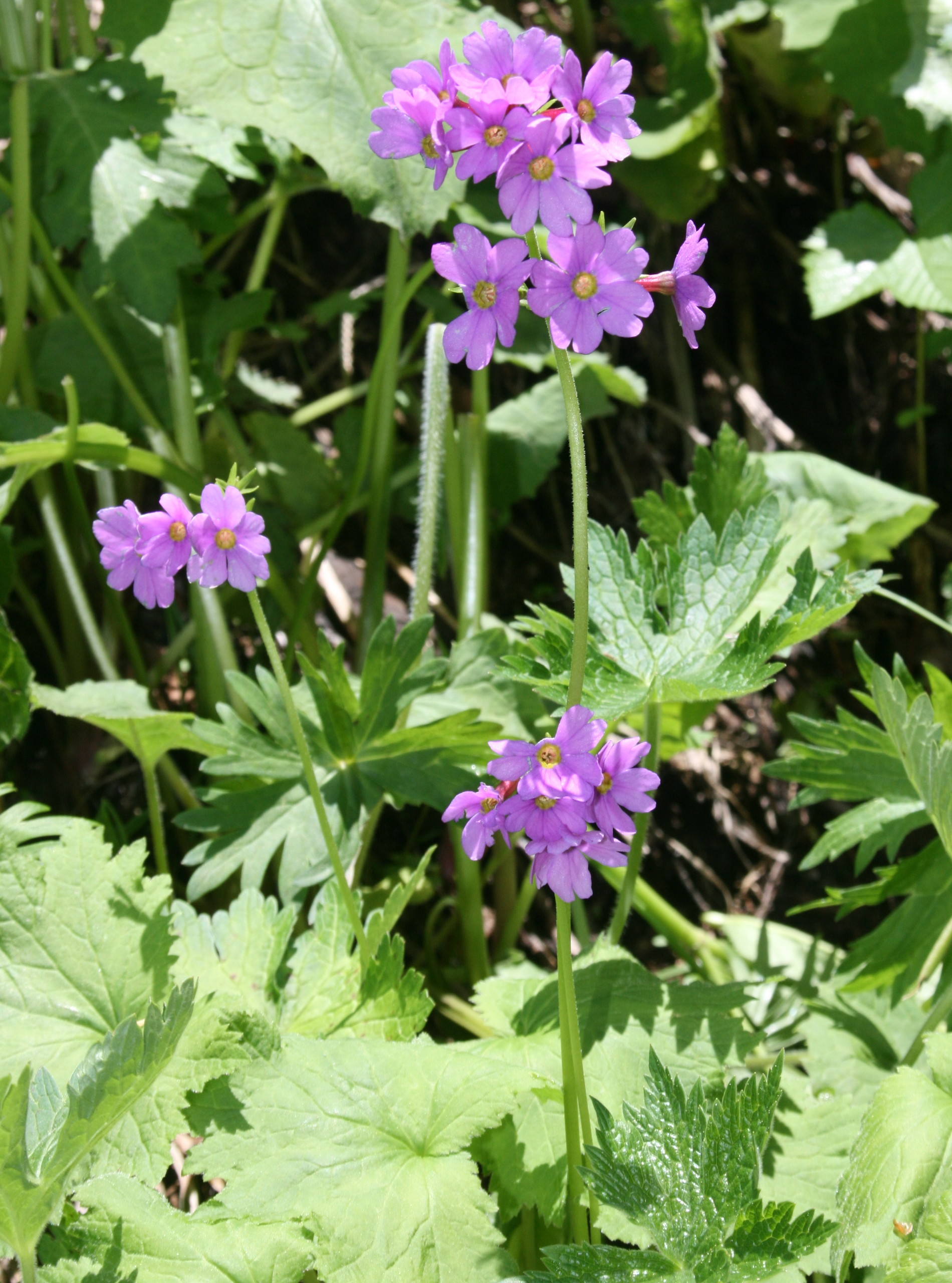
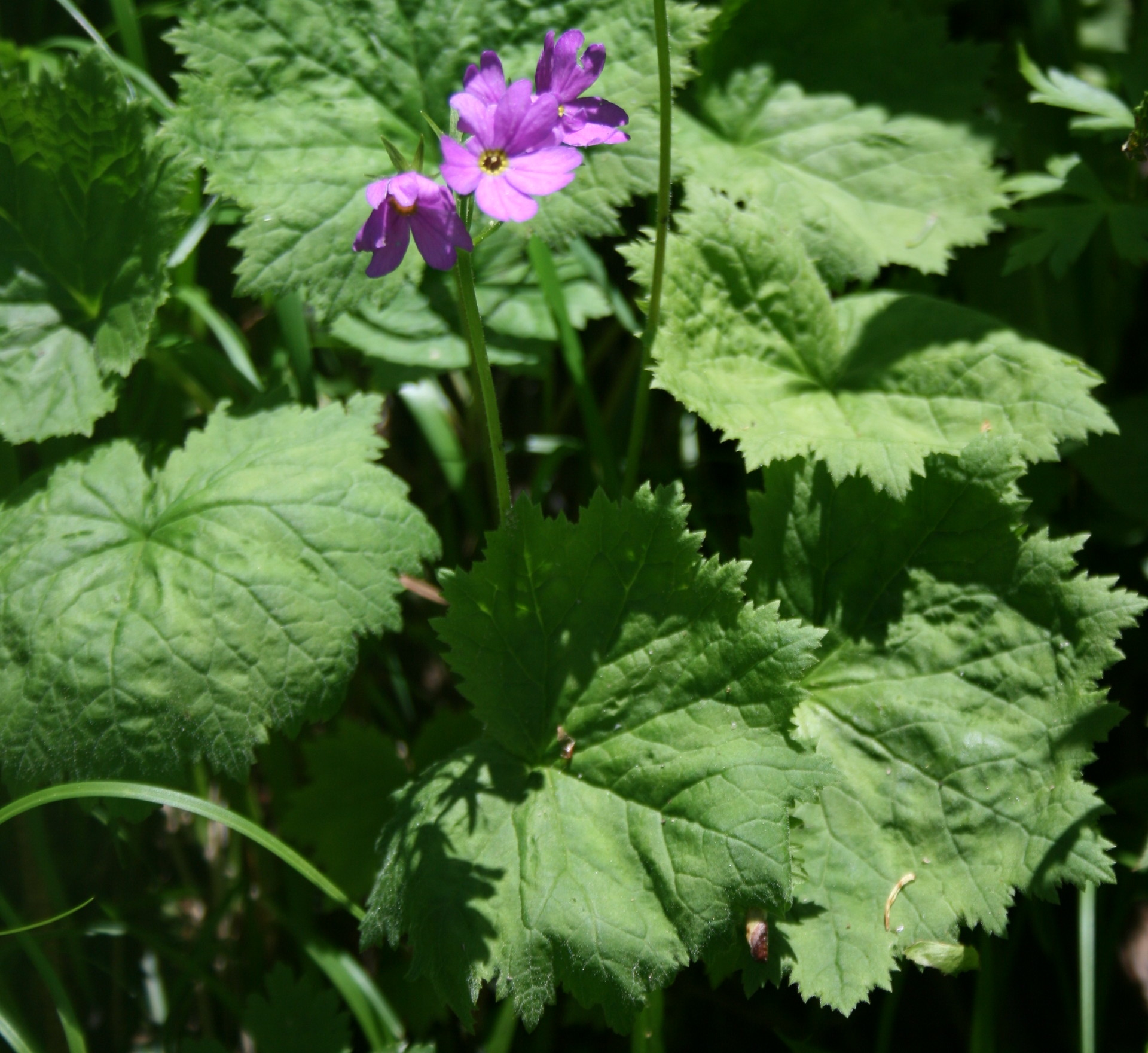